# Synema latispinum
Synema latispinum là một loài nhện trong họ Thomisidae.
Loài này thuộc chi Synema. Synema latispinum được Eugen von Keyserling miêu tả năm 1883.